# Banco BIC-Carmim/Saison 2013
Dieser Artikel listet Erfolge und Fahrer des Radsportteams Banco BIC-Carmim in der Saison 2013 auf.

## Zugänge – Abgänge
| Zugänge        | Team 2012            | Abgänge          | Team 2013                   |
| -------------- | -------------------- | ---------------- | --------------------------- |
| Bruno Sancho   | LA Aluminios-Antarte | Ricardo Mestre   | Euskaltel Euskadi           |
| João Rodrigues | Neoprofi             | Amaro Antunes    | Ceramica Flaminia-Fondriest |
| Ruben Silva    | Neoprofi             | Luis Silva       | Louletano-Dunas Douradas    |
|                |                      | Samuel Caldeira  | OFM-Quinta da Lixa          |
|                |                      | Alejandro Marque | OFM-Quinta da Lixa          |
|                |                      | Nélson Vitorino  | Unbekannt                   |

## Mannschaft
| Name              | Geburtstag        | Nationalität           |              |
| ----------------- | ----------------- | ---------------------- | ------------ |
| Henrique Casimiro | 22. April 1986    | Portugal               |              |
| David Livramento  | 18. Dezember 1983 | Portugal               |              |
| Daniel Mestre     | 1. April 1986     | Portugal               |              |
| Diogo Nunes       | 3. April 1989     | Portugal               |              |
| João Pereira      | 14. Juni 1989     | Portugal               |              |
| Valter Pereira    | 22. Februar 1990  | Portugal               |              |
| João Rodrigues    | 15. November 1994 | Portugal               |              |
| Bruno Sancho      | 13. Dezember 1985 | Portugal               |              |
| Ruben Silva       | 2. Februar 1994   | Portugal               |              |
| Tomas Swift       | 29. August 1983   | Vereinigtes Königreich |              |
| Stagiaires        | Stagiaires        | Nationalität           | Nationalität |
| Igor Silva        | Igor Silva        | Angola                 |              |
| Walter Silva      | Walter Silva      | Angola                 |              |